# Axiom Mission 4
Axiom Mission 4 (lub Ax-4) – prywatny lot kosmiczny na Międzynarodową Stację Kosmiczną obsługiwany przez Axiom Space we współpracy ze SpaceX i NASA. Do umieszczenia statku Crew Dragon Grace na niskiej orbicie okołoziemskiej wykorzystana została rakieta Falcon 9 Block 5 należąca do SpaceX. Jest to pierwszy lot statku kosmicznego Crew Dragon Grace, który jest piątym i najnowszym statkiem Crew Dragon.
Lot miał pierwotnie wystartować z kompleksu startowego 39A w Centrum Kosmicznym Kennedy'ego 11 czerwca 2025 roku, ale pierwsza próba startu została przerwana z powodu wycieku ciekłego tlenu, a kolejna z powodu wycieku powietrza w module serwisowym Zwiezda na Międzynarodowej Stacji Kosmicznej. Ostatecznie start nastąpił 25 czerwca o godz. 8:31 czasu polskiego, rozpoczynając osiemnastodniowy pobyt na pokładzie Międzynarodowej Stacji Kosmicznej. Po zakończeniu prac na orbicie okołoziemskiej, statek odłączył się od stacji, a następnie wodował 15 lipca 2025 roku o godzinie 09:31 UTC na wodach Oceanu Spokojnego u wybrzeży San Diego.

## Załoga
Czteroosobowa załoga składa się z dowódcy Peggy Whitson, pracownicy Axiom Space; pilota Shubhanshu Shukli z Indyjskiej Organizacji Badań Kosmicznych; oraz specjalistów misji: Sławosza Uznańskiego-Wiśniewskiego, astronauty projektowego Europejskiej Agencji Kosmicznej pochodzącego z Polski, i Tibora Kapu reprezentującego Węgierskie Biuro Kosmiczne. Shubhanshu Shukla będzie drugim indyjskim astronautą, który poleci w kosmos. Będzie pierwszym Hindusem, który odwiedzi Międzynarodową Stację Kosmiczną. Pilotując misję Axiom Mission 4, stanie się pierwszym Hindusem, który będzie pełnić funkcję pilota podczas załogowej misji kosmicznej.
| Pozycja           | Astronauta                                                    |
| ----------------- | ------------------------------------------------------------- |
| Dowódca           | Peggy Whitson, Axiom Space Piąty lot kosmiczny                |
| Pilot             | Shubhanshu Shukla, ISRO Pierwszy lot kosmiczny                |
| Specjalista misji | Sławosz Uznański-Wiśniewski, POLSA/ESA Pierwszy lot kosmiczny |
| Specjalista misji | Tibor Kapu, HUNOR Pierwszy lot kosmiczny                      |

### Załoga rezerwowa
| Pozycja           | Astronauta                         |
| ----------------- | ---------------------------------- |
| Dowódca           | Michael Lopez-Alegria, Axiom Space |
| Pilot             | Prasanth Balakrishnan Nair, ISRO   |
| Specjalista misji | Gyula Cserényi, HUNOR              |

## Historia
W 2021 roku Węgry przyjęły krajową strategię kosmiczną, która obejmowała inicjatywę HUNgarian to ORbit (HUNOR) z budżetem 99 milionów USD. Pod koniec 2021 roku rozpoczęto wieloetapowy proces selekcji, w którym wzięło udział 244 kandydatów. Stopniowa redukcja do 100, a potem 50 osób zaowocowała wyłonieniem pierwszej czwórki astronautów, która została zaprezentowana w marcu 2023 roku. Cała czwórka przeszła niezbędne szkolenie w Stanach Zjednoczonych. Dwóch najbardziej utalentowanych kandydatów i przyszłych członków załogi głównej oraz rezerwowej zostało zaprezentowanych 26 maja 2024 roku, w 44. rocznicę lotu pierwszego węgierskiego astronauty Bertalana Farkasa. Wybrano mechanika Tibora Kapu i elektrotechnika Gyule Cserényie. Równolegle z wyborem opracowywano umowę pomiędzy Węgrami a Axiom Space. W lipcu 2022 roku Axiom Space podpisał protokół z węgierskim Ministerstwem Spraw Zagranicznych i Handlu. We wrześniu 2023 roku podpisano dodatkowo umowę dotyczącą lotów kosmicznych, która zapewniła węgierskiemu astronaucie miejsce w locie firmy Axiom Space.
Polski rząd podszedł do negocjacji za pośrednictwem Europejskiej Agencji Kosmicznej. Po kilku miesiącach negocjacji, 4 sierpnia 2023 roku przedstawicielom Ministerstwa Rozwoju i Technologii oraz Europejskiej Agencji Kosmicznej udało się podpisać umowę, na mocy której drugi Polak w historii zostanie wyniesiony w przestrzeń kosmiczną przez firmę Axiom Space. 9 sierpnia 2023 roku, Polska Agencja Kosmiczna rozpoczęła koncepcje eksperymentów, które przeprowadzi polski astronauta na pokładzie Międzynarodowej Stacji Kosmicznej.  1 września 2023 roku polski astronauta Sławosz Uznański dołączył do Korpusu Astronautów ESA  i rozpoczął swoje szkolenie w European Astronaut Centre. Cena za miejsce Polaka w statku kosmicznym Crew Dragon nie została ujawniona, ale Europejska Agencja Kosmiczna ogłosiła 9 czerwca 2023 roku, że Polska zwiększyła swój wkład w programy agencji o dodatkowe 295 milionów euro.
Po udanym lądowaniu indyjskiej sondy Chandrayaan-3 na powierzchni Księżyca w sierpniu 2023 roku, Indyjska Organizacja Badań Kosmicznych ogłosiła zbudowanie własnej stacji kosmicznej do 2035 roku i wysłanie własnej załogi na powierzchnię Księżyca pięć lat później. Administrator NASA Bill Nelson ogłosił pod koniec listopada 2023 roku podczas swojej wizyty w Indiach, że NASA zapewni szkolenie dla dwóch indyjskich astronautów, z których jeden poleci na pokład Międzynarodowej Stacji Kosmicznej. Pod koniec lutego 2024 roku Indyjska Organizacja Badań Kosmicznych zaprezentowała czterech astronautów dla projektowanego statku kosmicznego Gaganjan. W związku z wizytą ambasadora USA w Indiach, Erica Garcettiego, w siedzibie Indyjskiej Organizacji Badań Kosmicznych pod koniec maja 2024 roku, obie strony potwierdziły, że trwają dyskusje na temat szczegółów lotu hinduskiego astronauty na pokład Międzynarodowej Stacji Kosmicznej w 2024 roku. W lipcu Indyjska Organizacja Badań Kosmicznych ogłosiła, że wybrała dwóch astronautów, którzy zostaną przydzieleni do lotu na Międzynarodową Stację Kosmiczną. 2 sierpnia 2024 roku, kiedy Indyjska Organizacja Badań Kosmicznych podpisała umowę z Axiom Space i ogłosiła, że Shubanshu Shukla będzie pełnił rolę pilota w ramach misji Axiom Mission 4, a Prasanth Nair będzie jego zastępcą.
Oficjalne ogłoszenie załogi misji, w tym nazwiska dowódcy misji Peggy Whitson, zostało przedstawione przez firmę Axiom Space 5 sierpnia 2024 roku, na początku szkolenia na obiektach SpaceX i NASA w Stanach Zjednoczonych.

## Przebieg misji
10 czerwca 2025 start misji Axiom Mission 4 został przełożony po tym, jak SpaceX wykryło wyciek ciekłego tlenu w rakiecie Falcon 9 podczas inspekcji po przeprowadzeniu testu static-fire. 12 czerwca 2025 lot został ponownie opóźniony, by umożliwić załodze Międzynarodowej Stacji Kosmicznej zbadanie nowego potencjalnego wycieku, który został wykryty po zakończeniu prac uszczelniających prowadzonych przez rosyjskich kosmonautów w tylnym segmencie modułu Zwiezda, gdzie już wcześniej występowały liczne wycieki. 19 czerwca 2025 NASA podjęła decyzję o rezygnacji z próby startu pierwotnie zaplanowanej na 22 czerwca 2025.
Załoga misji Axiom Mission 4 przeszła jeden z najdłuższych okresów kwarantanny w historii współczesnych załogowych lotów kosmicznych. Astronauci misji programu Apollo byli izolowani przez trzy tygodnie, a współcześnie standardem jest zazwyczaj okres dwóch tygodni.

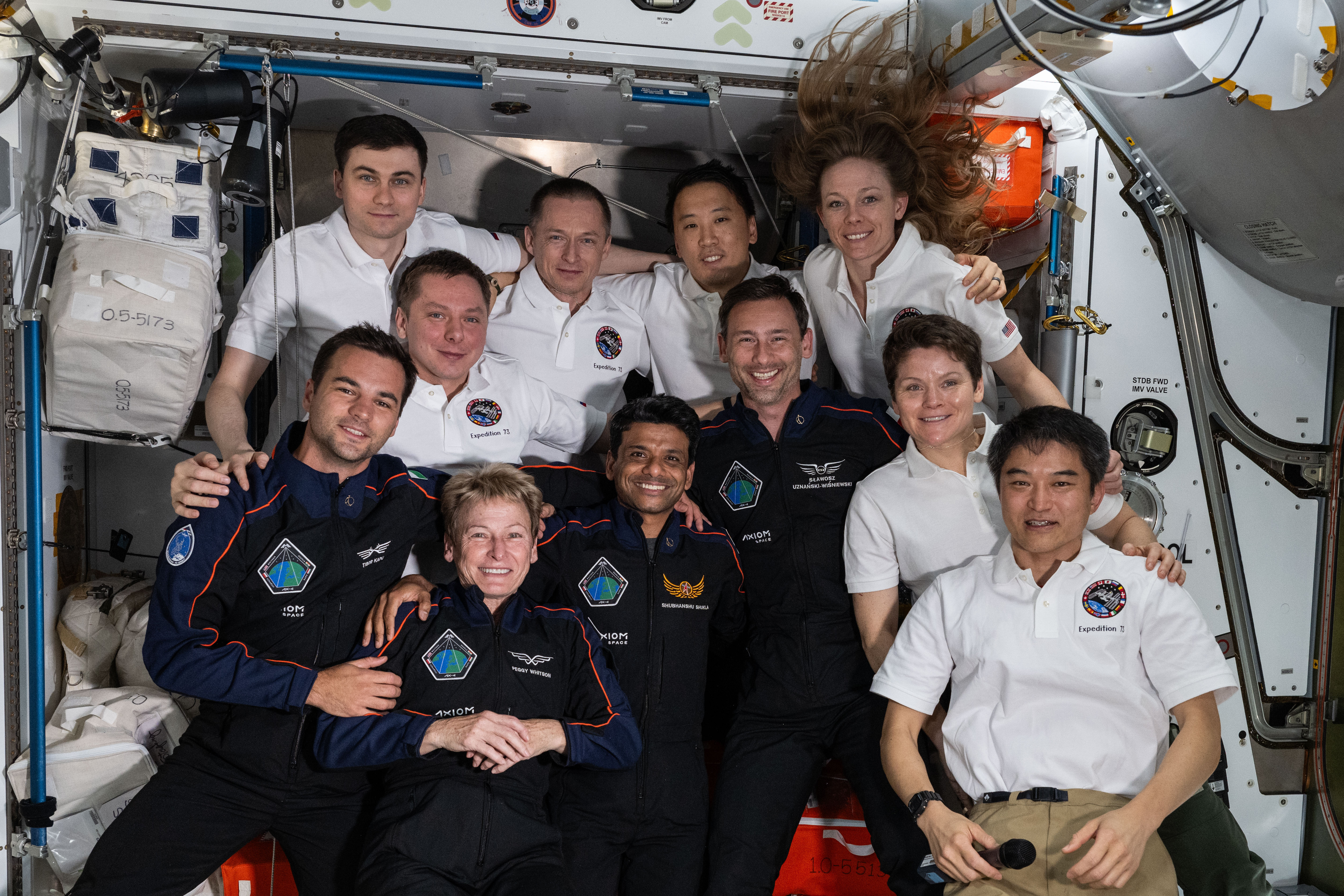
Załoga misji Axiom 4 (w czarnych kombinezonach) wraz z załogą Ekspedycji 73 (w białych koszulach)

Misja wystartowała pomyślnie przy trzeciej próbie startu, 25 czerwca 2025 o godzinie 8:31 CEST. Dokowanie statku Dragon do Międzynarodowej Stacji Kosmicznej nastąpiło 26 czerwca 2025. Miękkie przechwycenie miało miejsce o godzinie 12:31 CEST. Kilka minut później rozpoczął się proces tzw. twardego przechwycenia, obejmującego zaciśnięcie mocowań International Docking Adapter, mocujących statek do modułu Harmony. O godzinie 14:14 otwarto właz po stronie statku Dragon, umożliwiając przejście załogi na pokład Międzynarodowej Stacji Kosmicznej. Oficjalne powitanie załogi Axiom na stacji odbyło się o 14:25.
Oficjalne pożegnanie astronautów misji Ax-4 z załogą Międzynarodowej Stacji Kosmicznej odbyło się 13 lipca 2025. Następnego dnia o godzinie 11:15 UTC statek Crew Dragon Grace odłączył się od modułu Harmony, rozpoczynając powrót na Ziemię trwający 22 godzin. 15 lipca 2025 roku o godzinie 09:31 UTC przeprowadzono udane wodowanie kapsuły Crew Dragon na wodach Oceanu Spokojnego, u wybrzeży San Diego.

## Skład misji

### Gaganyaan
Indie uczestniczyły w misji Axiom Mission 4 w ramach indyjskiego programu Gaganyaan, rozwijanego przez Indyjską Organizację Badań Kosmicznych. Mimo że program Gaganyaan pozostaje niezależną, krajową inicjatywą dotyczącą załogowych lotów kosmicznych, misja Axiom Mission 4 stanowiła pierwszą okazję do wysłania indyjskiego astronauty Shubhanshu Shukli na pokład Międzynarodowej Stacji Kosmicznej w ramach misji komercyjnej. Podczas pobytu na Międzynarodowej Stacji Kosmicznej, astronauta realizował zestaw eksperymentów naukowych opracowanych przez indyjskie instytucje naukowe. Eksperymenty dotyczyły m.in. biologii molekularnej, fizjologii, botaniki oraz interakcji człowieka z technologią w środowisku nieważkości.

#### Eksperymenty
- Space Microalgae (Międzynarodowe Centrum Inżynierii Genetycznej i Biotechnologii, Narodowy Instytut Badań nad Genomem Roślin)[45][46],
- Myogenesis (Instytut Nauk o Komórkach Macierzystych i Medycyny Regeneracyjnej)[45][46],
- Sprouts (Uniwersytet Nauk Rolniczych w Dharwad, Instytut Technologii w Dharwad)[45][46],
- Voyager Tardigrade (Indian Institute of Science)[45][46],
- Voyager Displays (Indian Institute of Science)[45][46],
- Cyanobacteria in Microgravity (Międzynarodowe Centrum Inżynierii Genetycznej i Biotechnologii)[45][46],
- Food Crop Seeds in Microgravity (Indyjski Instytut Nauki i Technologii Kosmicznej, Uniwersytet Nauk Rolniczych w Kerali)[45][46].

### HUNOR
Misja Axiom Mission 4 obejmuje również udział pierwszego od czasu upadku Związku Socjalistycznych Republik Sowieckich astronauty pochodzącego z Węgier. Choć Węgry są członkiem Europejskiej Agencji Kosmicznej, to projekt HUNOR (HUNgarian to ORbit) został opracowany przez Węgierskie Biuro Kosmiczne, które jest niezależne od Europejskiej Agencji Kosmicznej.
Program HUNOR ogłoszono po raz pierwszy w 2021 roku, a w lipcu 2022 roku węgierskie Ministerstwo Spraw Zagranicznych podpisało wstępne porozumienie z firmą Axiom Space dotyczące udziału w locie. Umowę sfinalizowano we wrześniu 2023 roku.
Spośród 247 kandydatów do udziału w misji wybrano Tibora Kapu, który został astronautą podstawowym. Astronautą rezerwowym został Gyula Cserényi. Kapu jest inżynierem mechanikiem i skoczkiem spadochronowym, natomiast Cserényi jest inżynierem elektrykiem i amatorskim biegaczem przeszkodowym. Obydwaj ukończyli szkolenie w kwietniu 2025 roku.
Misja HUNOR posiada własną naszywkę misji, odrębną od oficjalnej naszywki misji Axiom Mission 4. Przedstawia ona postać Csodaszarvasa, będącego mitycznym jeleniem oraz cztery gwiazdy symbolizujące finalistów programu astronautycznego.

### Ignis
Dla Polski misja Axiom Mission 4 stanowi pierwszą załogową misję kosmiczną z udziałem Polaka od czasu lotu Mirosława Hermaszewskiego w 1978 roku. Częścią misji Ax-4 jest misja Ignis, która jest pierwszą polską misją technologiczno-naukową na Międzynarodową Stację Kosmiczną. Jest ona wspólnym projektem Polskiej Agencji Kosmicznej oraz Europejskiej Agencji Kosmicznej. Jej uczestnikiem jest Sławosz Uznański-Wiśniewski, inżynier i naukowiec wybrany do europejskiego korpusu astronautów w 2022 roku. Jest on drugim astronautą Europejskiej Agencji Kosmicznej, który bierze udział w komercyjnej misji załogowej. W ramach misji Ignis przeprowadzony został zestaw eksperymentów z zakresu technologii kosmicznych oraz nauk biomedycznych.
Misja Ignis posiada własną naszywkę, która jest odrębną od emblematu misji Axiom Mission 4. Przedstawia ona orła w barwach narodowych Polski, którego skrzydła nawiązują kształtem do Orlej Perci. W tle widnieje stylizowane przedstawienie gwiazdozbioru Tarczy, upamiętniające astronoma Jana Heweliusza, który nadał mu nazwę. Centralnym elementem naszywki jest słowo Ignis, które jest łacińskim określeniem ognia, symbolizujące determinację i siłę.

#### Eksperymenty
- AstroMentalHealth (Uniwersytet Śląski w Katowicach)[58],
- Astro Performance (Mollis Textus) (Smarter Diagnostics)[59],
- EEG Neurofeedback (Akademia Wychowania Fizycznego i Sportu im. Jędrzeja Śniadeckiego w Gdańsku)[60],
- Human Gut Microbiota (Wojskowa Akademia Techniczna im. Jarosława Dąbrowskiego)[61],
- Immune Multiomics (Wojskowa Akademia Techniczna im. Jarosława Dąbrowskiego)[62],
- Leopard Data Processing Unit (KP Labs)[63],
- MXene in LEO (Akademia Górniczo-Hutnicza im. Stanisława Staszica w Krakowie)[64],
- PhotonGrav (Cortivision)[65],
- RadMon-on-ISS (SigmaLabs)[66],
- Space Volcanic Algae (Extremo Technologies)[67][68],
- Stability of Drugs (Polska Akademia Nauk)[69],
- Wireless Acoustics (Svantek)[70],
- Yeast TardigradeGene (Uniwersytet Szczeciński, Uniwersytet im. Adama Mickiewicza w Poznaniu, Uniwersytet Śląski w Katowicach)[71][72].